# Casa Durán
La Casa Durán hace esquina entre la calle del Pedregar y la calle de San Juan del municipio de Sabadell, en la comarca del Vallés Occidental (Barcelona).  Este edificio supone el mejor ejemplo de la arquitectura renacentista de la ciudad por muchos elementos ornamentales que presenta. En la fachada se puede observar una placa con la fecha de finalización del edificio (1606).
La casa fue declarada Monumento Histórico-Artístico en 1958. En el año 2000 pasó a ser de titularidad municipal y se empezaron unas obras de restauración que han durado ocho años y que han consistido en la consolidación estructural del edificio y la rehabilitación de las fachadas así como la recuperación de diferentes espacios, como la bodega o el patio, haciendo posible que se pueda visitar, también se han restaurado todas las pinturas murales de la casa.

## Historia
La construcción de la casa la inició Feliu Durán en 1578. Los Durán se establecieron en la ciudad de Sabadell en 1443 y gozaban de un alto poder social y económico. El jefe de familia, Feliu Durán, fue procurador real y jurado del Consejo de la Villa, entre otras responsabilidades cívicas. 
En los documentos consta como propietario de explotaciones agrarias y propietario de talleres de tejidos de lana. Esto pone de manifiesto el estado económico tan diversificado y próspero que mantenía la familia y que les permitió construir una casa de gente acomodada que haría aumentar aún más el prestigio y reconocimiento de la familia Durán dentro de la villa.

## Edificio
La casa muestra un modelo arquitectónico muy extendido en las casas de las familias acomodadas de la época: planta baja, planta principal y buhardilla. En la planta baja estaban las caballerizas y dependencias productivas, la planta principal era la vivienda y el lugar de ostentación, y la buhardilla servían de almacén para la producción agraria.

### Planta baja

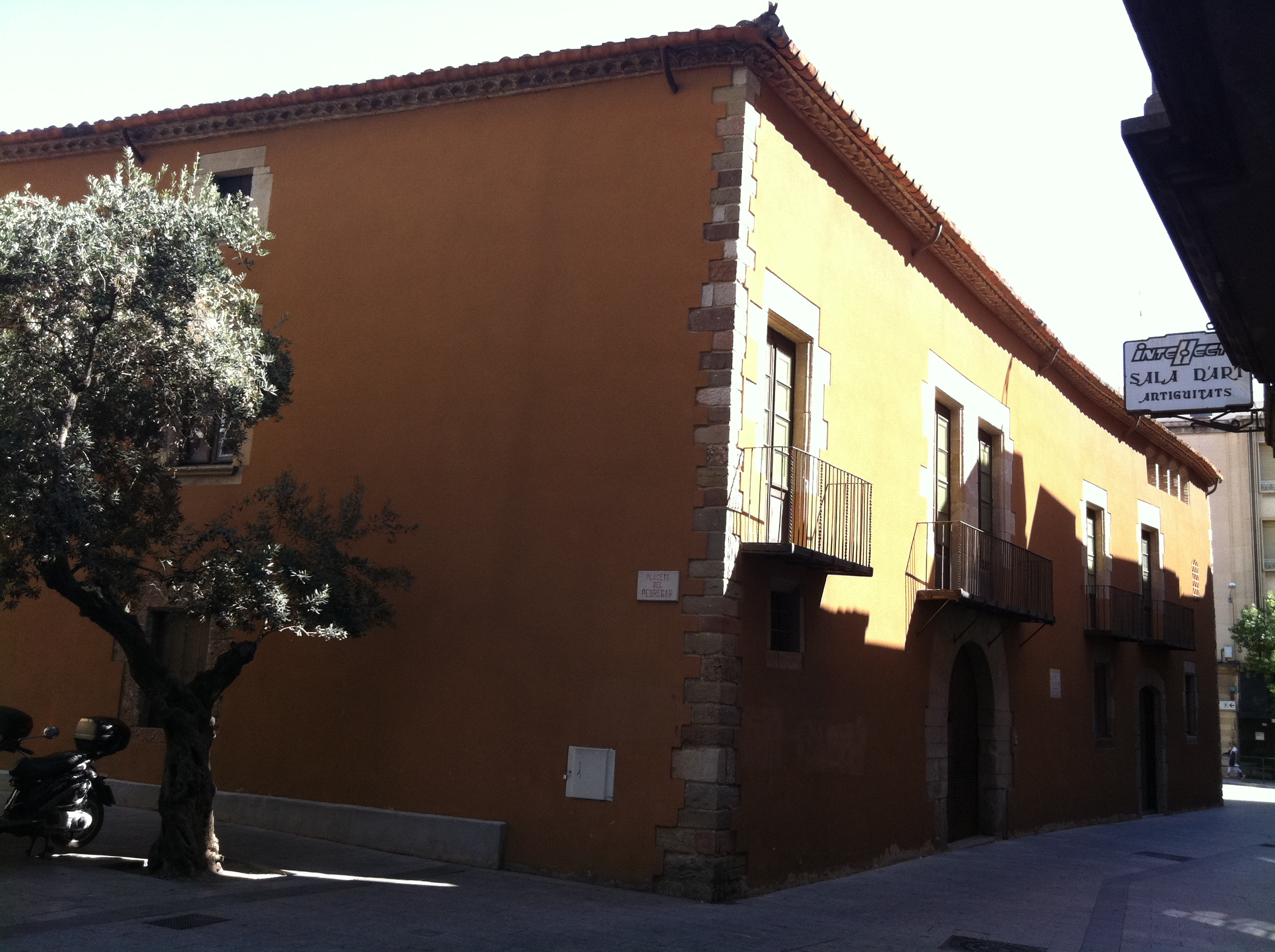
La Casa Durán vista desde la placeta del Pedregar

Es el lugar donde se desarrollaban las labores agrarias y de producción. La portada sirve de puerta de entrada y una vez dentro se encuentra una gran sala de entrada desde donde se accede a las diferentes estancias y una gran escalera situada en el patio de luces que permite subir a la planta principal. Esta escalera se encuentra protegida por una cubierta de azulejos decorados.
En esta planta se encuentran las caballerizas, el granero, la bodega y la fábrica de jabón. Esta última se encuentra distribuida en tres espacios enlazados por tres grandes arcos.
Junto a la portada, volviendo a la sala de entrada, está el acceso a la gruta subterránea. Aunque no se tiene constancia, todo hace pensar que este espacio servía de escondite para personas u objetos de valor.

### Planta principal
Al entrar en la planta principal (o planta noble) se encuentra un gran salón destinado a la celebración de fiestas y actos sociales. En este salón resalta la decoración del techo y el trabajo de las pinturas murales, que representan elementos decorativos arquitectónicos. Estos trabajos se realizaron durante el siglo XVIII, un siglo después de la construcción de la casa, y son un ejemplo del arte barroco.
A partir del salón se accede a dos dormitorios con alcoba y recámara, las salas de estar, la biblioteca y la cocina comedor. A través de la recámara de los dormitorio se puede ir al jardín. Este jardín tiene la peculiaridad de estar alzado respecto al nivel de la calle y de poseer una capilla familiar privada. Esta capilla disponía de un retablo renacentista dedicado a la Virgen.
Encontrar una capilla dentro de la casa Durán es otra señal del elevado poder económico y social de la familia.

### Buhardilla
El desván ofrecía dos funciones: almacenar la producción agraria y separar la cubierta del techo principal para permitir un mayor aislamiento térmico.